# Yeniches
Yeniches, ieniches  ou itinerantes alemães são a terceira maior etnia nômade da Europa. Vivem, em sua maioria, na Bélgica, Alemanha, Áustria, Países Baixos, Suíça e partes da França. São um dos povos mais esparsamente distribuídos na Europa Ocidental, embora estejam vagamente concentrados na Renânia, e são caracterizadamente urbanos.

## História
Quase nada se sabe sobre as origens da etnia yeniche. Há uma teoria de que seriam herdeiros de pessoas que perderam as terras por consequência das leis da Liga Hanseática. Os yeniches afirmam ser descendentes dos celtas.

## Cultura

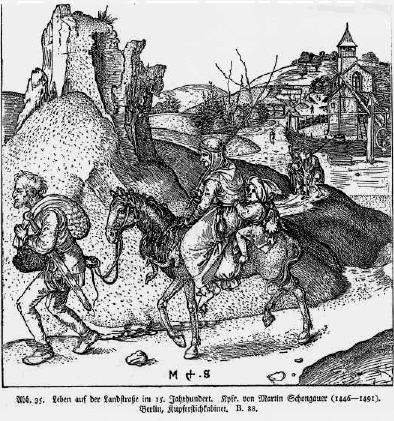
Yeniches registrados em gravura do século XV

Embora frequentemente rotulados como ciganos, os yeniches têm uma cultura claramente diferente da cultura romani, com seu próprio idioma e sistema de tabus.

### Língua yeniche
Os yeniches falam seu próprio idioma, também chamado yeniche. É uma língua mista, com influência de romani, iídiche, rotwelsch e diversos dialetos de alemão.

### Variações do nome
A palavra yeniche é usada principalmente na França e Bélgica, enquanto jeniche usualmente se refere às populações itinerantes alemãs que habitam a Alemanha, Áustria e Suíça.

## Perseguição suíça
Como ocorreu com diversas etnias nômades da Europa, a exemplo dos judeus e dos romanis, os yeniches sofreram perseguição, especialmente na Suíça.
Até 1970, o governo suíço tinha uma política semi-oficial de sistematicamente declarar pais yeniches como deficientes mentais, de modo que estes perdiam a guarda seus filhos, que eram encaminhados à adoção por famílias  suíças "normais". Esse programa, cujo propósito era eliminar a cultura yeniche, era chamado "Kinder der Landstrasse" (Crianças das estradas). Cerca de quinhentas e noventa crianças foram retiradas de seus pais e internadas em orfanatos, manicômios e até mesmo prisões.
Atualmente, vivem na Suíça cerca de trinta e cinco mil yeniches, especialmente concentrados na região de Graubünden. Apenas cinco mil deles ainda mantêm seu estilo de vida nômade tradicional.